# Степові блюдця
Степові блюдця (поди) — пологі западини округлої або овальної форми, днища яких від центральної, найбільш пониженої частини поступово підвищуються до країв і непомітно зливаються з навколишньою поверхнею. 
Діаметр степових блюдець коливається від кількох метрів до кількох сотень метрів, а глибина — від кількох десятків сантиметрів до 3—4 м. Степові блюдця поширені на рівнинах степової і лісостепової зон, де материнськими породами є лес та лесоподібні суглинки. Розміщення блюдець на поверхні степових рівнин (вододілах, плато і терасах) дуже нерівномірне: іноді вони зовсім відсутні або трапляються поодиноко, місцями ж розміщуються групами. Навесні степові блюдця часто перетворюються в тимчасові озера. Частина з них (звичайно найбільші) можуть ставати озерами постійними: таким озером в Україні, наприклад, є Кугурлуй. Степові блюдця використовуються як пасовища і сіножаті, а також під городні культури. Походження степових блюдець у різних геоморфологічних умовах неоднакове, проте більшість з них просадочно-суфозійні. 